# Jacques Perrin
Jacques Perrin; született: Jacques-André Perrin-Simonet (Párizs, 1941. július 13. – Párizs, 2022. április 21.) kétszeres César-díjas francia színész, rendező, producer.

## Élete
A híres Francia Nemzeti Színiakadémián tanult. Olyan értékes filmekben játszott, mint például a Z, avagy egy politikai gyilkosság anatómiája (1969), a Tatárpuszta (1976), A zsaru szava (1985), vagy a Cinema Paradiso (1988). Olyan híres rendezők kedvence volt, mint Costa-Gavras, Giuseppe Tornatore. Olyan világsztárokkal szerepelt, mint például, Yves Montand, Jean-Louis Trintignant, Claudia Cardinale, Claude Jade, Marcello Mastroianni, Irene Papas, vagy Alain Delon.
Leghíresebb filmje a Vándormadarak (2001), amelyet 2003-ban Oscar-díjra is jelöltek. Másik híres műve a Mikrokozmosz – Füvek népe (1996).

## Kitüntetései
- Francia Köztársaság Becsületrendje (parancsnok)
- Francia Köztársaság Nemzeti Érdemrendje (parancsnok)
- Francia Köztársaság Művészeti és Irodalmi Rendje (lovag)

## Filmjei
- 2008: Külvárosi mulató (producer)
- 2007: A végzet lándzsája (színész)
- 2006: L’Odyssée de la vie (narrátor)
- 2005: A kis hadnagy (színész)
- 2005: A pokol (színész)
- 2004: Kóristák (színész)
- 2003: Frank Riva (színész)
- 2003: A kék mélység (narrátor)
- 2003: Là-haut, un roi au-dessus des nuages (színész)
- 2002: Égi vándorok (rendező)
- 2001: Farkasok szövetsége (Le Pacte des loups) (színész)
- 2001: Vándormadarak (rendező, forgatókönyvíró, narrátor, producer)
- 1998: Házasság elhalasztva (színész)
- 1998: Victor Schoelcher, l’abolition (színész)
- 1996: Mikrokozmosz – Füvek népe (rendező)
- 1995: A szeretet rabja (színész)
- 1994: Montparnasse-Pondichéry (színész)
- 1993: A hosszú hallgatás (színész)
- 1993: A kisasszonyok 25 évesek (színész)
- 1992: Le Château des oliviers (színész)
- 1992: Az ártatlan futása (színész)
- 1988: Cinema Paradiso (színész)
- 1987: Senki nem tér vissza (színész)
- 1985: A zsaru szava (színész)
- 1984: Az élet megy tovább (színész)
- 1980: A védő és a gyilkos (színész)
- 1976: Fekete-fehér színesben (producer)
- 1976: A tatárpuszta (színész, producer)
- 1973: Otthon, édes otthon (színész, producer)
- 1971: Vér és liliom (színész)
- 1970: Szamárbőr (színész)
- 1969: Z, avagy egy politikai gyilkosság anatómiája (színész, producer)
- 1967: A rochefort-i kisasszonyok (színész)
- 1966: Hosszú az út Gibraltárig (színész)
- 1966: Vörös rózsák Angelikának (színész)
- 1965: A tökéletes bűntény (színész)
- 1962: A sátán megnyitja a bált (színész)
- 1960: La Ragazza con la valigia (színész)

## További információ
- Jacques Perrin a PORT.hu-n (magyarul)
- Jacques Perrin az Internetes Szinkronadatbázisban (magyarul)
- Jacques Perrin az Internet Movie Database-ben (angolul)
- Jacques Perrin a Rotten Tomatoeson (angolul)
- Jacques Perrin az AlloCiné weboldalán (franciául)
- Jacques Perrin Profile. Famousfix.com. (Hozzáférés: 2023. február 7.)